# Bandera de l'Anoia
La bandera oficial de la comarca de l'Anoia té la següent descripció:
| « | Bandera apaïsada, de proporcions dos d'alt per tres de llarg, blau clar, amb una faixa ondada de mitja, tres i mitja crestes, blanca, de gruix 2/15 de l'alçària del drap, al centre, i amb una bordura componada de 36 peces quadrades, grogues i vermelles, d'alçària 1/8 de la del drap. | » |

## Història
Fou aprovada per la Generalitat el 20 de juny de 2019 i publicada al DOGC el 27 de juny amb el número 7905.